# Alphonso Davies
Alphonso Boyle Davies (ur. 2 listopada 2000 w Buduburam) – kanadyjski piłkarz pochodzenia liberyjskiego, występujący na pozycji obrońcy w niemieckim klubie Bayern Monachium oraz w reprezentacji Kanady.
Uczestnik Mistrzostw Świata 2022.

## Lata młodości
Davies urodził się w obozie dla uchodźców Buduburam w Ghanie. Jego rodzice trafili tam po opuszczeniu Liberii po wybuchu wojny domowej w tym kraju. Gdy Davies miał pięć lat, wraz z rodzicami trafił do Windsor w prowincji Ontario, a rok później przeniósł się do Edmonton.

## Kariera klubowa
W młodości trenował w Edmonton Internationals i Edmonton Strikers, a w sierpniu 2015 trafił do Vancouver Whitecaps FC. W lutym 2016 trafił do drużyny rezerw tego klubu, w której zadebiutował 3 kwietnia 2016 w wygranym 3:1 meczu z rezerwami Portland Timbers, a pierwszego gola strzelił 15 maja 2016 w wygranym 4:3 spotkaniu z rezerwami Los Angeles Galaxy, stając się najmłodszym strzelcem gola w historii United Soccer League. Łącznie w sezonie 2016 wystąpił w 11 meczach USL i strzelił 2 gole. 1 czerwca 2016 zadebiutował w pierwszej drużynie w przegranym 0:2 meczu mistrzostw Kanady z Ottawa Fury FC, a w lipcu 2016 podpisał z nią dwuipółletni kontrakt z możliwością przedłużenia o kolejne dwa lata. W MLS zadebiutował 16 lipca 2016 w zremisowanym 2:2 spotkaniu z Orlando City SC. W sezonie 2016 wystąpił w 8 meczach tych rozgrywek. Pierwszego gola dla pierwszej drużyny Whitecaps zdobył 13 września 2016 w 93. minucie wygranego 2:1 meczu Ligi Mistrzów CONCACAF ze Sportingiem Kansas City, zapewniając swojej drużynie awans do ćwierćfinału tych rozgrywek. Kolejną bramkę strzelił 2 marca 2017 w wygranym 2:0 spotkaniu z New York Red Bulls w tych samych rozgrywkach. Następne 2 gole zdobył w meczach półfinałowych mistrzostw Kanady z Montreal Impact – 23 maja 2017 w pierwszym, wygranym 2:1 i tydzień później w drugim, przegranym 2:4, po których jego drużyna odpadła z rozgrywek.
4 marca 2018 w wygranym 2:1 meczu z Montreal Impact strzelił swojego pierwszego gola w MLS. 9 czerwca 2018 w wygranym 5:2 spotkaniu z Orlando City SC zdobył kolejną bramkę, zaliczając również 3 asysty. 1 września 2018 strzelił kolejnego gola: w wygranym 2:1 meczu z San Jose Earthquakes.
25 lipca 2018 ogłoszono, że od 1 stycznia 2019 będzie zawodnikiem Bayernu Monachium, z którym podpisze 4,5-roczny kontrakt. Zadebiutował w tym klubie 27 stycznia 2019 w wygranym 4:1 meczu z VfB Stuttgart.
Alphonso Davies może pochwalić się najlepszym wynikiem Bundesligi (stan na 2020) pod względem szybkości biegu oraz według oficjalnych rzeczywistych wyników publikowanych przez światowe ligi na całym świecie. W meczu przeciwko Werderowi Bremie przy jednym ze sprintów osiągnął prędkość ok. 36,5 km/h (22,7 mph) prześcigając poprzedniego rekordzistę Achrafa Hakimiego z wynikiem ok. 36,19 km/h (22,49 mph).

## Kariera reprezentacyjna
W 2016 został kanadyjskim piłkarzem roku do lat 17.
6 czerwca 2017 otrzymał kanadyjskie obywatelstwo i dołączył do zgrupowania kanadyjskiej kadry przed towarzyskim meczem z Curaçao. 13 czerwca 2017 w wygranym 2:1 spotkaniu z Curaçao zadebiutował w reprezentacji Kanady i został najmłodszym zawodnikiem w jej historii. 27 czerwca 2017 znalazł się w grupie 23 zawodników powołanych na Złoty Puchar. 7 lipca 2017 w swoim pierwszym meczu tego turnieju Kanadyjczycy wygrali 4:2 z Gujaną Francuską, a Davies strzelił 2 gole, stając się najmłodszym strzelcem gola w historii reprezentacji Kanady. Cztery dni później w zremisowanym 1:1 spotkaniu z Kostaryką Davies zdobył jedyną bramkę dla swojej drużyny. Wystąpił także w ostatnim meczu grupowym tego turnieju, zremisowanym 0:0 z Hondurasem 14 lipca 2017. Zagrał również w ćwierćfinale tego turnieju, jednakże Kanadyjczycy odpadli przegrywając 1:2 z Jamajką 20 lipca 2017. Z 3 golami Davies został najlepszym strzelcem tego turnieju. Został także najlepszym młodym zawodnikiem rozgrywek i znalazł się w najlepszej jedenastce turnieju.
W 2019 został powołany na Złoty Puchar CONCACAF.
13 listopada 2022 został powołany do kadry Kanady na Mistrzostwa Świata 2022 w Katarze. 23 listopada 2022 w pierwszym meczu grupowym z Belgią nie wykorzystał rzutu karnego obronionego przez Thibauta Courtoisa, przegrywając ostatecznie 0:1, po golu Michyego Batshuayiego. 27 listopada 2022 w drugim meczu grupowym z Chorwacją już w drugiej minucie spotkania strzelił pierwszego gola na mistrzostwach świata dla reprezentacji Kanady, gdzie ostatecznie przegrali mecz 1:4. 1 grudnia 2022 w trzecim meczu grupowym Kanady z Marokiem zagrał całe spotkanie, ostatecznie przegrywając 1:2, gdzie jego reprezentacja zajęła ostatnie miejsce w grupie i bez żadnego punktu.

## Statystyki

### Klubowe
Aktualne na 13 kwietnia 2024.
| Klub                   | Sezon              | Liga                | Liga  | Liga   | Puchar kraju | Puchar kraju | Kontynentalne | Kontynentalne | Inne  | Inne   | Suma  | Suma   |
| Klub                   | Sezon              | Liga                | Mecze | Bramki | Mecze        | Bramki       | Mecze         | Bramki        | Mecze | Bramki | Mecze | Bramki |
| ---------------------- | ------------------ | ------------------- | ----- | ------ | ------------ | ------------ | ------------- | ------------- | ----- | ------ | ----- | ------ |
| Vancouver Whitecaps II | 2016               | USL                 | 11    | 2      | –            | –            | –             | –             | 0     | 0      | 11    | 2      |
| Vancouver Whitecaps II | Ogólnie            | Ogólnie             | 11    | 2      | 0            | 0            | 0             | 0             | 0     | 0      | 11    | 2      |
| Vancouver Whitecaps FC | 2016               | MLS                 | 8     | 0      | 4            | 0            | 3             | 1             | –     | –      | 15    | 1      |
| Vancouver Whitecaps FC | 2017               | MLS                 | 26    | 0      | 2            | 2            | 4             | 1             | 1     | 0      | 33    | 3      |
| Vancouver Whitecaps FC | 2018               | MLS                 | 31    | 8      | 2            | 0            | –             | –             | –     | –      | 33    | 8      |
| Vancouver Whitecaps FC | Ogólnie            | Ogólnie             | 65    | 8      | 9            | 2            | 7             | 2             | 1     | 0      | 81    | 12     |
| Bayern Monachium II    | 2018/2019          | Regionalliga Bayern | 3     | 0      | –            | –            | –             | –             | 2     | 0      | 5     | 0      |
| Bayern Monachium II    | 2019/2020          | 3. Fußball-Liga     | 3     | 0      | –            | –            | –             | –             | –     | –      | 3     | 0      |
| Bayern Monachium II    | Ogólnie            | Ogólnie             | 6     | 0      | 0            | 0            | 0             | 0             | 2     | 0      | 8     | 0      |
| Bayern Monachium       | 2018/2019          | Bundesliga          | 6     | 1      | 0            | 0            | 0             | 0             | –     | –      | 6     | 1      |
| Bayern Monachium       | 2019/2020          | Bundesliga          | 29    | 3      | 5            | 0            | 8             | 0             | 1     | 0      | 43    | 3      |
| Bayern Monachium       | 2020/2021          | Bundesliga          | 23    | 1      | 2            | 0            | 6             | 0             | 4     | 0      | 35    | 1      |
| Bayern Monachium       | 2021/2022          | Bundesliga          | 22    | 0      | 1            | 0            | 7             | 0             | 1     | 0      | 31    | 0      |
| Bayern Monachium       | 2022/2023          | Bundesliga          | 26    | 1      | 2            | 2            | 9             | 0             | 1     | 0      | 38    | 3      |
| Bayern Monachium       | 2023/2024          | Bundesliga          | 24    | 1      | 2            | 0            | 8             | 0             | 1     | 0      | 35    | 1      |
| Bayern Monachium       | Ogólnie            | Ogólnie             | 130   | 7      | 12           | 2            | 38            | 0             | 8     | 0      | 188   | 9      |
| Ogólnie w karierze     | Ogólnie w karierze | Ogólnie w karierze  | 212   | 17     | 20           | 4            | 45            | 2             | 11    | 0      | 288   | 23     |

### Reprezentacyjne
Aktualne na 23 marca 2024.
| Reprezentacja | Rok     | Mecze | Bramki |
| ------------- | ------- | ----- | ------ |
| Kanada        |         |       |        |
| 2017          | 6       | 3     |        |
| 2018          | 3       | 0     |        |
| 2019          | 8       | 2     |        |
| 2021          | 13      | 5     |        |
| 2022          | 7       | 3     |        |
| 2023          | 7       | 2     |        |
| 2024          | 1       | 0     |        |
| Ogólnie       | Ogólnie | 45    | 15     |

## Sukcesy

### Bayern Monachium
- Mistrzostwo Niemiec: 2018/2019, 2019/2020, 2020/2021, 2021/2022, 2022/2023
- Puchar Niemiec: 2019/2020
- Superpuchar Niemiec: 2020, 2021, 2022
- Liga Mistrzów UEFA: 2019/2020
- Superpuchar UEFA: 2020
- Klubowe mistrzostwa świata: 2020

### Wyróżnienia
- Gracz miesiąca Bundesligi: Listopad 2021[39]
- Drużyna Roku UEFA: 2020[40]
- Drużyna roku na świecie według IFFHS: 2020[41], 2021[42][43], 2022[44], 2023[45]
- Drużyna sezonu Ligi Mistrzów UEFA: 2019/2020[46]
- Drużyna sezonu Bundesligi: 2020/2021[47], 2021/2022[48], 2022/2023[49]
- Jedenastka Roku FIFA FIFPro: 2020[50]
- Jedenastka sezonu L’Équipe: 2019/2020[51]